# Emmanuelle Houdart
Emmanuelle Houdart, née le 30 septembre 1967 dans le canton du Valais, est une artiste peintre suisse, illustratrice et auteure d'ouvrages pour la jeunesse. 
Son univers graphique anime l'inanimé, hybride l'animal et l'humain, le merveilleux et le monstrueux. Elle vit à Paris.

## Biographie

### Origines et famille
Emmanuelle Houdart naît Emmanuelle Lattion le 30 septembre 1967 à Morgins dans le canton du Valais. Elle est la deuxième d'une fratrie de trois sœurs. 
Elle grandit à Morgins.
Elle est mariée à un photographe et mère de deux enfants.

### Études
Après avoir été renvoyée du collège, elle suit des cours de dessin à l'école-club Migros, puis ceux de l'école des beaux-arts de Sion et de l'École d'arts visuels de Genève. Elle y obtient un diplôme de peinture ainsi qu'un diplôme d'activités créatrices (option pédagogique)[réf. souhaitée], puis gagne en 1996 la bourse Patiño de la ville de Genève, grâce à laquelle elle peut vivre un an à la Cité internationale des arts à Paris. 

### Parcours professionnel et artistique
Elle est peintre et illustratrice depuis 1996. Elle travaille exclusivement au feutre.
En 2007, elle réalise le visuel du Festival des arts du cirque Solstice à Antony et Châtenay-Malabry (92). Elle collabore occasionnellement à différents magazines et quotidiens (Libération, Le Monde, Sciences et Vie Junior, Ça m'intéresse... ).
Elle a illustré une vingtaine d’albums pour la jeunesse chez différents éditeurs, et a également publié des ouvrages plus personnels en signant le texte et les images. Elle a déclaré : « Il s’est passé un tas de trucs merveilleux et épouvantables dans ma vie, comme dans celle de tout le monde. Et c’est ça que je dessine, du merveilleux et de l’épouvantable. »
Elle a également réalisé quatre séries de timbres-poste en France :
- en 2014 : "L'odorat"[9]
- en 2015 : "Prendre le taureau par les cornes"[10]
- en 2016 : "Être le dindon de la farce"[11]
- en 2020 : le "Carnet Vacances 2020 : Espace, soleil, liberté"[12].

## Récompenses
En 2005, elle est lauréate du Prix BolognaRagazzi (Foire du livre de jeunesse de Bologne, Italie), catégorie "Fiction", pour Monstres malades, qu'elle a écrit et illustré. En 2012, elle reçoit la "Mention" de ce même prix BolognaRagazzi pour l'album Saltimbanques qu'elle a illustré, sur un texte de Marie Desplechin.
Elle reçoit la Pépite du livre 2014, Catégorie Petite enfance (Salon du livre et de la presse jeunesse Seine-Saint-Denis) pour l'ouvrage qu'elle a écrit et illustré, La Boîte à images.
- 2003 : Prix Octogones, catégorie Prix Graphique (CIELJ), pour Les Choses que je sais.
- 2005 : Prix BolognaRagazzi, Foire du livre de jeunesse de Bologne, catégorie "Fiction", pour Monstres malades[14].
- 2006 : Grand Prix jeunesse de la Société des gens de lettres (SGDL) pour Les Voyages merveilleux de Lilou la fée[15].
- 2012 :  "Mention" Prix BolognaRagazzi, Foire du livre de jeunesse de Bologne, catégorie "Fiction", pour l'album Saltimbanques qu'elle a illustré, sur un texte de Marie Desplechin.
- 2014 : Pépite du livre, Catégorie Petite enfance (Salon du livre et de la presse jeunesse Seine-Saint-Denis), pour La Boîte à images[13],[14].
- 2016 : Grand prix de l'illustration (Conseil départemental de l'Allier), pour Ma mère, texte de Stéphane Servant

## Publications

### En qualité d'auteure-illustratrice

#### Albums jeunesse
- L'Imagier farfelu de Lulu le lutin. Paris : De la Martinière jeunesse, 10/1999, 64 p.  (ISBN 2-7324-2579-6)
- Les Trois Géants. Paris : Didier jeunesse, coll. "Cabriole", 09/2000, 19 p.  (ISBN 2-278-04922-4)
- J'y arrive pas. Paris : Seuil, 09/2001, 104 p.  (ISBN 2-02-047577-4)
- Que fais-tu Fantine ? : un livre de devinettes. Paris : Seuil jeunesse, 10/2002, 35 p.  (ISBN 2-02-049835-9)
- Monstres malades. Paris : Thierry Magnier, 2004, 34 p.  (ISBN 2-84420-256-X). Rééd. Paris : Thierry Magnier, 09/2010, 40 p.  (ISBN 978-2-84420-876-7)  ; Arles : Actes Sud junior, coll. "Encore une fois", 09/2013, 40 p.  (ISBN 978-2-330-02340-9)
- Les Voyages merveilleux de Lilou la fée et de son grimoire-à-pattes. Arles : Actes Sud junior, 10/2007, 38 p.  (ISBN 2-7427-5984-0). Rééd. Arles : Actes Sud junior, coll. "Encore une fois", 05/2013, 39 p.  (ISBN 978-2-330-02061-3)
- L'Abécédaire de la colère. Paris : Thierry Magnier, 10/2008, 28 p.  (ISBN 2-84420-681-6)
- Tout va bien Merlin ! Paris : Thierry Magnier, 09/2009, 32 p.  (ISBN 978-2-84420-798-2)
- La Boîte à images. Paris : Thierry Magnier, 08/2014. Coffret de 4 vol.  (ISBN 978-2-36474-493-6)
- Abris. Montreuil : Les Fourmis rouges, 10/2014, 25 p.  (ISBN 978-2-36902-031-8)
- Ma planète. Montreuil : Les Fourmis rouges, 10/2016, 23 p.  (ISBN 978-2-36902-069-1)
- La Parade de Noël : un calendrier de l'Avent / d'Emmanuelle Houdart ; un livre animé par l'atelier SAJE. Paris : Thierry Magnier, 11/2017.  (ISBN 979-10-352-0081-7)
- Mortel. Montreuil : Les Fourmis rouges, 10/2021, 48 p.  (ISBN 978-2-36902-143-8)

#### Livres illustrés pour adultes
- Images images. Paris : L'Art à la page, 05/2009, 96 p.  (ISBN 978-2-910915-14-8)
- La Garde-robe. Paris : Thierry Magnier, 11/2010, 72 p.  (ISBN 978-2-84420-890-3)

### En qualité d'illustratrice seulement
Ouvrages publiés en collaboration avec d'autres auteurs.

#### Albums jeunesse
- Boucle d'or et les trois ours / conception de Sophie Pons-Ivanoff ; illustrations Emmanuelle Lattion. Paris : Nathan, coll. "Petit théâtre de marionnettes", 10/1997, 13 p.  (ISBN 2-09-202018-8)
- Le Voyage / Jacques Duquennoy, Michele Ferri, Florence Pinel, Joëlle Jolivet, Emmanuelle Lattion, Géraldine Goudard, Christophe Blain, Alice Charbin, Lionel Le Néouanic, Hélène Riff. Paris : De la Martinière Jeunesse, coll. « Artichaut » n° 1, 09/1998, 88 p.  (ISBN 2-7324-2461-7)
- Le Fils de la sorcière et du loup / texte de Chris Donner. Paris : Grasset jeunesse, coll. "Lecteurs en herbe", 10/1999, 22 p.  (ISBN 2-246-58611-9)
- Dico des monstres / texte Élisabeth Brami. Paris : Hachette jeunesse, coll. "Drôles de dico", 10/2001, 179 p.  (ISBN 2-01-223744-4)
- Le Carnaval des animaux / musique de Camille Saint-Saëns ; texte de Francis Blanche ; voix Philippe Meyer. Paris : Le Chant du monde et Thierry Magnier, coll. "Premier CD" n°3, 10/2000.  (ISBN 2-84420-096-6) ; rééd. Thierry Magnier, coll. "Livre-CD", 06/2006  (ISBN 2-84420-464-3)
- Monstres / texte Élisabeth Brami. Paris : Hachette jeunesse, 10/2002, 61 p.  (ISBN 2-01-224396-7)
- Attention sortie d'école / Bertrand Legendre. Paris : Thierry Magnier, 09/2002, 39 p.  (ISBN 2-84420-184-9)
- Les Choses que je sais / texte de Laëtitia Bourget. Paris : Seuil jeunesse, 10/2003, 36 p.  (ISBN 2-02-058539-1)
- L'Apprentissage amoureux / Laëtitia Bourget. Paris : Seuil jeunesse, 10/2005, 32 p.  (ISBN 2-02-078812-8)
- Dedans / texte de Fani Marceau. Paris : Thierry Magnier, 10/2006, 24 p.  (ISBN 2-84420-478-3)
- Émilie Pastèque / texte de Ludovic Flamant. Paris : Thierry Magnier, 10/2007, 32 p.  (ISBN 978-2-84420-595-7)
- Les Heureux Parents / texte de Laëtitia Bourget. Paris : Thierry Magnier, 09/2009, 36 p.  (ISBN 978-2-84420-782-1)
- Saltimbanques / texte de Marie Desplechin. Paris : Thierry Magnier, 08/2011, 56 p.  (ISBN 978-2-36474-000-6)
- Une amie pour la vie / texte de Laëtitia Bourget. Paris : Thierry Magnier, 10/2012.  (ISBN 978-2-36474-157-7)
- L'Argent / texte de Marie Desplechin. Paris : Thierry Magnier, 10/2013, 56 p.  (ISBN 978-2-36474-305-2)
- Ma mère / texte de Stéphane Servant. Paris : Thierry Magnier, 09/2015, 32 p.  (ISBN 978-2-36474-743-2)
- Grandir / texte Laëtitia Bourget. Paris : Éd. des Grandes personnes, 09/2019, 36 p.  (ISBN 978-2-36193-457-6)

#### Romans
- Le Château des enfants gris / Christian Grenier ; marionnettes d'Emmanuelle Lattion ; photographiées par Frédéric Hanoteau. Paris : Nathan jeunesse, coll. "Demi-lune" n° 12, série "Fantastique", 09/1996, 48 p.  (ISBN 2-09-275016-X) ; réed. Bretteville-sur-Odon : Regards d'enfants, 2004, 41 p.  (ISBN 2-35188-021-8) ; Paris : Nathan jeunesse, coll. "Nathan poche", 06/2005, 41 p.  (ISBN 2-09-250706-0) ; Paris : Nathan jeunesse, coll. "Nathan poche Fantastique" n° 25, 04/2009, 41 p.  (ISBN 978-2-09-252404-6) ; Paris : Nathan jeunesse, coll. "Premiers romans" n° 25, 04/2013, 41 p.  (ISBN 978-2-09-254089-3)
- Minuit sonne pour Charlie Bone (Les Enfants du roi rouge. Vol. 1.) (Midnight for Charlie Bone, 2002) / Jenny Nimmo ; trad. Elishéva Marciano. Neuilly-sur-Seine : M6 Éditions, 09/2003, 329 p.  (ISBN 2-915127-10-7)
- Charlie Bone et le tourne-temps (Les Enfants du roi rouge. Vol. 2.) (The Time Twister, 2003) /  Jenny Nimmo ; trad. Claude Thomas. Neuilly-sur-Seine : M6 Éditions, 03/2004, 324 p.  (ISBN 2-915127-13-1)
- Charlie Bone et le boa bleu (Les Enfants du roi rouge. Vol. 3.) (The Blue Boa, 2004) /  Jenny Nimmo ; trad. Danièle Momont. Neuilly-sur-Seine : M6 Éditions, 05/2006, 357 p.  (ISBN 2-915127-24-7)

#### Recueils de poèmes
- Moi j'irai dans la lune : et autres innocentines / René de Obaldia. Paris : Grasset jeunesse, coll. "Lampe de poche" n° 22, 1998, 47 p.  (ISBN 2-246-01553-7). Rééd. Paris : Grasset jeunesse, 11/2017, 72 p.  (ISBN 978-2-246-86066-2)
- Poèmes à dire et à manger / textes choisis par Élisabeth Brami. Paris : Seuil jeunesse, 2002, 134 p.  (ISBN 2-02-052675-1)
- Poèmes à lire et à rêver / textes choisis par Élisabeth Brami. Paris : Seuil jeunesse, 2003, 150 p.  (ISBN 2-02-058429-8)
- Poèmes à rire et à jouer / textes choisis par Élisabeth Brami. Paris : Seuil jeunesse, 2004, 146 p.  (ISBN 2-02-063084-2)
- Poèmes à vivre et à aimer / textes choisis par Élisabeth Brami. Paris : Seuil jeunesse, 10/2005, 150 p.  (ISBN 2-02-081734-9)

#### Recueils de contes
- Contes de Perrault / Charles Perrault ; ill. Corinne Chalmeau, Emmanuelle Houdart, Florence Langlois et al. Paris : De la Martinière Jeunesse, 10/1998, 168 p.  (ISBN 2-7324-2462-5)
- Contes et légendes de la peur / Gudule. Paris : Nathan jeunesse, coll. "Contes et légendes" n° 31, 03/2000, 181 p.  (ISBN 2-09-282034-6)

#### Livre de coloriage
- Les Transports : cahier de coloriage animé / textes et conception Claire Faÿ. Paris : Éditions animées, coll. "Cahier de dessin animé", 04/2019, 16 p.,

#### Documents - essais
- Âme de sorcière ou La magie du féminin / Odile Chabrillac. Paris : Solar, coll. "Harmonie", 10/2017, 234 p.  (ISBN 978-2-263-14887-3) ; rééd. Paris : Pocket n° 17517, 03/2019, 281 p.  (ISBN 978-2-266-29077-7)
- Sortir des bois : manifeste d'une sorcière d'aujourd'hui / Odile Chabrillac. Paris : Tana, 10/2020, 212 p.  (ISBN 979-10-301-0293-2) ; rééd. sous le titre Manifeste d'une sorcière d'aujourd'hui. Paris : Pocket n° 18408, 03/2022, 236 p.  (ISBN 978-2-266-32082-5)

## Expositions
- Du 6 au 17 mars 2007, la médiathèque de Bailly-Romainvilliers a proposé une exposition d'originaux d'Emmanuelle Houdart autour de Lilou la fée.
- Du 30 octobre au 17 novembre 2007, "Promenade dans les images". Exposition-jeu à partir de dessins originaux de Emmanuelle Houdart. Médiathèque centrale d'Agglomération Émile-Zola, Montpellier. Réalisée par la galerie L'Art à la Page.
- "Dans la peau d'un monstre" - originaux de L'abécédaire de la colère, Émilie Pastèque, Monstres malades : bibliothèque de Bobigny (93) du 10 mars au 18 avril 2009
- Emmanuelle Houdart. Ombres et merveilles - escale en terre helvète, Bibliothèque de la Cité, Genève, 8 avril - 27 juillet 2017